# Capitan Boomerang
Capitan Boomerang (Captain Boomerang), il cui vero nome è George "Digger" Harkness, è un personaggio dei fumetti creato da John Broome (testi) e Carmine Infantino (disegni), pubblicato dalla DC Comics. La sua prima apparizione è in Flash (vol. 1) n. 117.
È un supercriminale australiano, tradizionalmente avversario di Flash. Ha avuto due incarnazioni:
- Digger Harkness
- Owen Mercer

## Digger Harkness
Il primo Capitan Boomerang, Digger Harkness, indossava un vestito e un cappello color turchino e si serviva di boomerang modificati in mille modi. Aveva cominciato la sua carriera criminale a Central City, scontrandosi spesso con il secondo Flash, Barry Allen. Ha fatto parte di diversi gruppi di supercriminali, come la Galleria dei nemici di Flash e la Suicide Squad. Durante la saga di Crisi d'identità, viene arruolato da un misterioso mandante (che poi si rivelerà essere Jean Loring, la moglie di Ray Palmer, alias Atomo) per assassinare Jack Drake (il padre di Tim Drake, il terzo Robin). I due si uccideranno a vicenda.

## Owen Mercer
Il secondo Capitan Boomerang è Owen Mercer, figlio biologico di Harkness, dato in adozione appena nato. Qualche giorno prima dell'aggressione di Jack Drake, Capitan Boomerang rintracciò suo figlio; con enorme stupore, scoprì che il ragazzo aveva ereditato la sua eccezionale mira e la supervelocità dalla madre; si supponeva che questa fosse la criminale Golden Glinder, ma evidentemente non è così: essa è infatti Meloni Thawne, la madre di Bart Allen (Impulso). Dopo la morte di Digger Harkness, Owen decise di prenderne il posto e seguirne le orme diventando il secondo Capitan Boomerang.

## Poteri e abilità
Capitan Boomerang è un maestro nell'uso dell'arma omonima, ha una mira eccezionale che lo rende un lanciatore formidabile. Grazie alla sua infallibile precisione e a un'eccezionale coordinazione nei movimenti, ha la capacità di trasformare in armi letali anche gli oggetti più innocui: perciò anche se non possiede superpoteri, è in grado di compiere azioni straordinarie.
Come conseguenza della perfetta coordinazione occhio-mano, i suoi riflessi sono incredibilmente elevati e questa, insieme a tutte le sue altre doti eccezionali, gli hanno dato la possibilità di compiere gesta acrobatiche, solo paragonabili a quelle dei migliori ginnasti e acrobati esistenti. Ha dato anche prova di poter riuscire a imparare a utilizzare rapidamente e con grande maestria qualunque arma che un uomo possa brandire: spade, coltelli e qualsiasi arma da fuoco.
Capitan Boomerang è anche un abile esperto di arti marziali, un ottimo inventore e meccanico. Il suo arsenale prevede boomerang dalle varie capacità: esplosivi, fumogeni, affilati, sonici e simili.
Owen Mercer può inoltre correre e lanciare i boomerang a velocità supersonica.

## Altri media

### Cinema

#### Animazione
In LEGO Batman - Il film (2017) compare come cameo.

#### DC Extended Universe

Capitan Boomerang interpretato da Jay Courtney in Suicide Squad (2016)

George Harkness è un personaggio del DC Extended Universe,  dove è interpretato dall'attore australiano Jai Courtney. Rozzo e inaffidabile rapinatore australiano che usa abitualmente i boomerang come arma, ha seri problemi di dipendenza dall'alcol e ha un feticismo per gli unicorni, infatti si porta con sé un peluche rosa chiamato Pinky. È noto per aver tradito e ucciso ogni complice con cui ha lavorato ed è spesso strafottente verso i compagni di squadra, in particolare le nuove reclute: nonostante ciò ha sviluppato un'amicizia con la criminale Harley Quinn a seguito delle missioni passate insieme nella Squadra Suicida. Oltre al suo nome da supercriminale è noto anche con i soprannomi "Digger" (ovvero scavatore, in riferimento alle sue abilità da ladro) e "Boomer" (quest'ultimo usato da Harley Quinn).
- Nel film Suicide Squad (2016) viene visto rapinare una banca americana dopo aver depredato tutte quelle australiane, ma dopo aver ucciso il suo complice viene catturato da Flash. Imprigionato nel carcere di Belle Reve viene ingaggiato nella Task Force X: il loro incarico è abbattere la strega Incantatrice, ex membro del gruppo. Durante la missione provoca uno dei membri della squadra, il mercenario Slipknot, spingendolo a tentare la fuga per testare se realmente Amanda Waller ha impiantato nelle loro teste una bomba: per il resto mantiene un basso profilo riuscendo a sopravvivere alla missione nonostante una defezione momentanea.
- In Birds of Prey e la fantasmagorica rinascita di Harley Quinn (2020) ha un cameo apparendo in un manifesto da ricercato: pare infatti che sia riuscito a scappare di prigione.
- In The Suicide Squad - Missione suicida (2021), diretto da James Gunn, Courtney riprende il ruolo di Capitan Boomerang e fa parte della prima squadra suicida inviata a Corto Maltese. Ricongiuntosi con l'amica Harley e con il leader Rick Flag, egli si prende  gioco durante la traversata delle nuove reclute, in particolare del mercenario Blackguard,  terrorizzato dall'avere al suo fianco Weasel. Ironicamente Blackguard si "vendicherà" informando l'esercito della loro presenza: nella battaglia che ne segue Boomerang non ha fortuna e viene ucciso dall'esplosione di un elicottero provocata accidentalmente dall'aliena Mongal. Pochi istanti prima di morire Boomerang rivolge un ultimo sorriso ad Harley e alza mestamente le spalle accettando la propria fine, dimostrando che il suo carattere spaccone nascondeva la consapevolezza di essere destinato a morire nella Suicide Squad.
- Capitan Boomerang appare anche in cameo nel film The Flash (2023).

### Televisione
- Capitan Boomerang compare in un episodio della serie animata Justice League Unlimited dove attacca la stazione orbitante agli ordini del progetto Cadmus. Compare anche nella terza stagione di Justice League Unlimited in una puntata dedicata a Flash (dal titolo "Flash l'eroe") insieme a Capitan Cold, Mirror Master e Trikster.
- Il personaggio compare anche nelle altre serie animate Batman: The Brave and the Bold e Harley Quinn.
- La prima versione di Capitan Boomerang, Digger Harkness, compare come antagonista di Flash e Green Arrow nella serie televisiva Arrow. Nella serie Digger era un ex membro della Squadra Suicida, Green Arrow e Flash lo sconfiggono e lo fanno imprigionare in una struttura di massima sicurezza. Il personaggio è interpretato da Nick E. Tarabay.
- La seconda versione di Capitan Boomerang, Owen Mercer, compare nella nona stagione della serie televisiva The Flash, interpretata da Richard Harmon.
- Capitan Boomerang compare nuovamente nell'anime Suicide Squad Isekai.